# Novaggio
Novaggio es una comuna suiza del cantón del Tesino, situada en el distrito de Lugano, círculo de Breno. Limita al norte con la comuna de Miglieglia, al este con Aranno, al sureste y sur con Curio, al suroeste con Bedigliora, al oeste con Astano, y al noroeste con Dumenza (IT-VA).

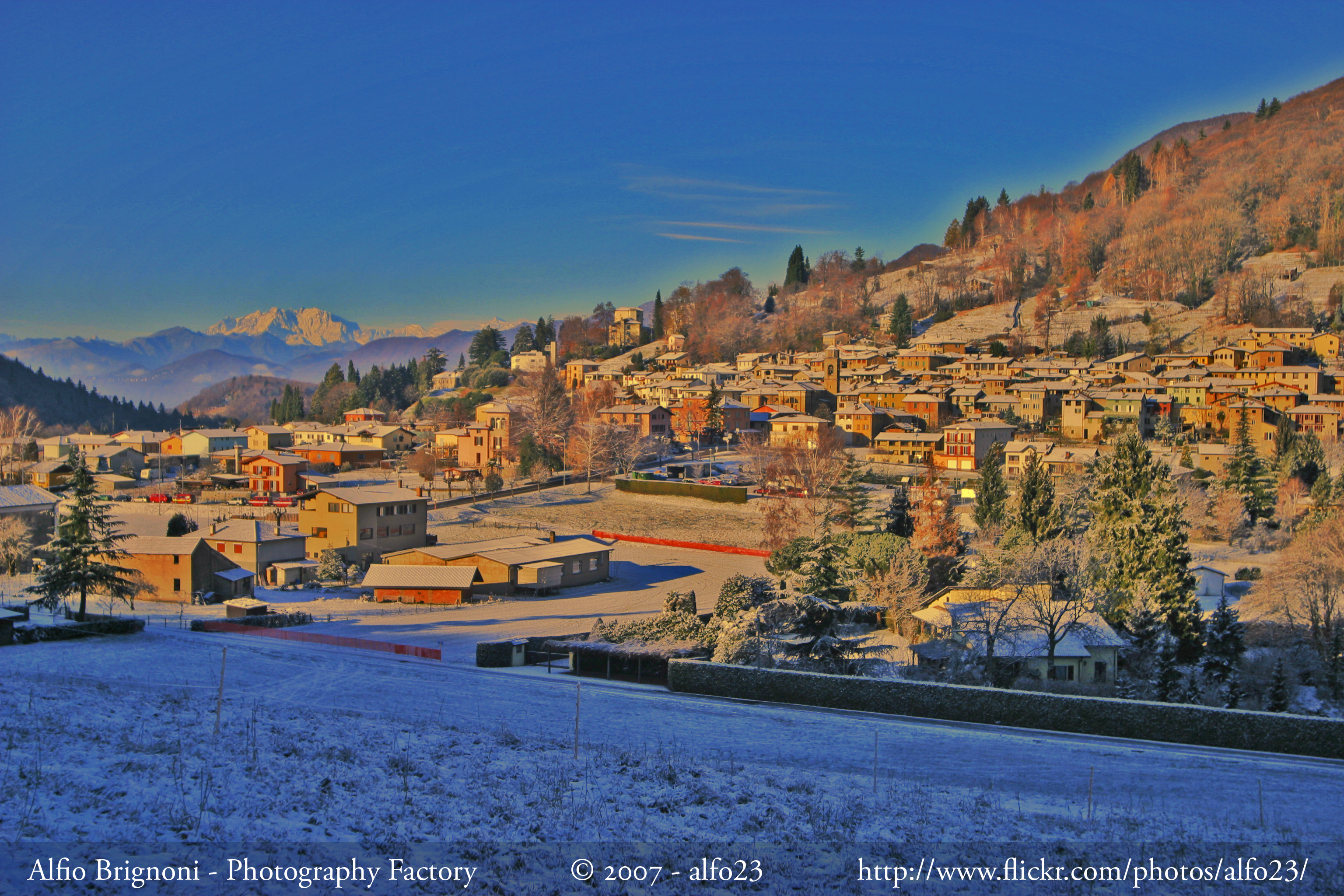
Vista de Novaggio en invierno.